# It's Not Killing Me
It's Not Killing Me è il primo album da solista di Mike Bloomfield che fu pubblicato nel 1969 dall'etichetta CBS Records e prodotto
da Michael Melford e Nick Gravenites.

## Tracce
Lato A
1. If You See Me Baby – 3:05 (Mike Bloomfield)
2. For Anyone You Meet – 4:03 (Mike Bloomfield)
3. Good Old Guy – 3:20 (Mike Bloomfield)
4. Far Too Many Nights – 5:09 (Mike Bloomfield)
5. It's Not Killing Me – 3:01 (Mike Bloomfield)

Lato B
1. Next Time You See Me – 2:55 (Mike Bloomfield, Ben Tucker)
2. Michael's Lament – 4:21 (Mike Bloomfield)
3. Why Must My Baby – 2:37 (Mike Bloomfield)
4. The Ones I Loved Are Gone – 3:05 (Mike Bloomfield)
5. Don't Think About It Baby – 3:19 (Mike Bloomfield)
6. Goofers – 1:48 (Mike Bloomfield)

## Musicisti
- Mike Bloomfield - chitarra acustica, chitarra elettrica, voce, pianoforte
- Fred Olsen - chitarra elettrica (ritmica), chitarra acustica
- Michael Melford - chitarra, mandolino, voce
- Orville Red Rhodes - steel guitar
- Richard Santi - accordion
- Mark Naftalin - organo, pianoforte
- Roy Ruby - organo
- Ira Kamin - organo, pianoforte, banjo
- John Wilmeth - tromba
- Marcus Doubleday - tromba
- Noel Jewkis - sassofono tenore, sassofono soprano
- Gerald Oshita - sassofono tenore, sassofono baritono
- Ron Stallings - sassofono tenore
- John Kahn - basso
- Bob Jones - batteria
- "Ace of Cups" - voce
- Diane Tribuno - voce
- Nick Gravenites - voce